# Pakefield
Pakefield est une banlieue de la ville de Lowestoft, située dans le district de East Suffolk du comté de Suffolk, en Angleterre. Pakefield se trouve à environ 3,2 km au sud du centre-ville. Auparavant, il constituait un village et une paroisse civile indépendants, avant d'être incorporé dans la banlieue de Lowestoft en 1934,. Pakefield se trouve au bord de la mer du Nord. L'ancienne église de la paroisse, l'église Toussaints et Sainte-Marguerite, est située sur la côte. En 2001, Pakefield avait une population de 6 901 habitants.
Pakefield devient un site préhistorique important en 2005, lorsque des outils en silex datant d'environ 700 000 ans sont mis au jour. Cette découverte constituait la plus ancienne preuve d'occupation humaine en Grande-Bretagne avant que d'autres outils en silex datant d'environ 900 000 ans soient découverts à Happisburgh en 2010.
Pakefield jouxte la banlieue de Carlton Colville et le district de Kirkley (en). Il forme la limite entre l'aire urbaine de Lowestoft et le village de Kessingland à 4 kilomètres au sud.

## Préhistoire
Pakefield abrite l'une des plus anciennes preuves de présence humaine en Grande-Bretagne. En 2005, des outils en silex et des dents du campagnol d'eau Mimomys savini furent trouvés dans les falaises. Cela signifiait que la présence de l'Homme en Angleterre remontait à au moins 700 000 ans,,,,. En l'absence de fossiles trouvés avec les outils, on ne peut pas déterminer l'espèce humaine qui peuplait le territoire britannique à cette époque.

## Histoire
On a trouvé des vestiges humains de l'époque romaine à Bloodmoor Hill, entre Pakefield et Carlton Colville, datant des IIe et IIIe siècles, puis des vestiges de l'époque saxonne (VII et VIIIe siècles). Durant la période saxonne, Pakefield était un endroit densément peuplé et comportait un cimetière, qui comprenait au moins un caveau destiné à une famille riche. Des artéfacts furent trouvés au XVIIIe siècle et le cimetière saxon a fait l'objet de fouilles archéologiques en 1998 et 2006,.
Dans le Domesday Book, Pakefield est mentionné sous le nom de « Pagefella » ; ce mot provient certainement du nom païen « Pagga » ou « Pacca ». Le village fait d'abord partie des terres de Guillaume le Conquérant,, puis est rattaché au hundred de Mutford and Lothingland (en). Pakefield est alors constitué de 17 foyers, dont certains appartiennent à des hommes célibataires,,,. Lors du prélèvement des impôts, le village doit entre autres donner 600 harengs.
Par la suite, Pakefield devient un village de pêcheurs. Au début du XXe siècle, le terminus du tramway de Lowestoft est situé au centre de Pakefield ; cet endroit devient ensuite le Tramway Hotel. Peu avant l'éclatement de la Seconde Guerre mondiale, la région de Pakefield joue un rôle important dans le programme du Kindertransport. Plusieurs enfants n'ayant pas trouvé de famille d'accueil sont logés dans le camp de vacances situé près de la ville.

## Érosion côtière
L'érosion côtière constitue un problème pour la ville de Pakefield, même si ce phénomène a été ralenti ces dernières années. Un vieux phare se trouve sur la côte ; il est encore utilisé aujourd'hui par les garde-côtes de Pakefield.
La carte ci-dessous montre comment l'érosion côtière a évolué entre 1882 et 1955. Les photos montrent son expansion et les dégâts causés aux habitations.

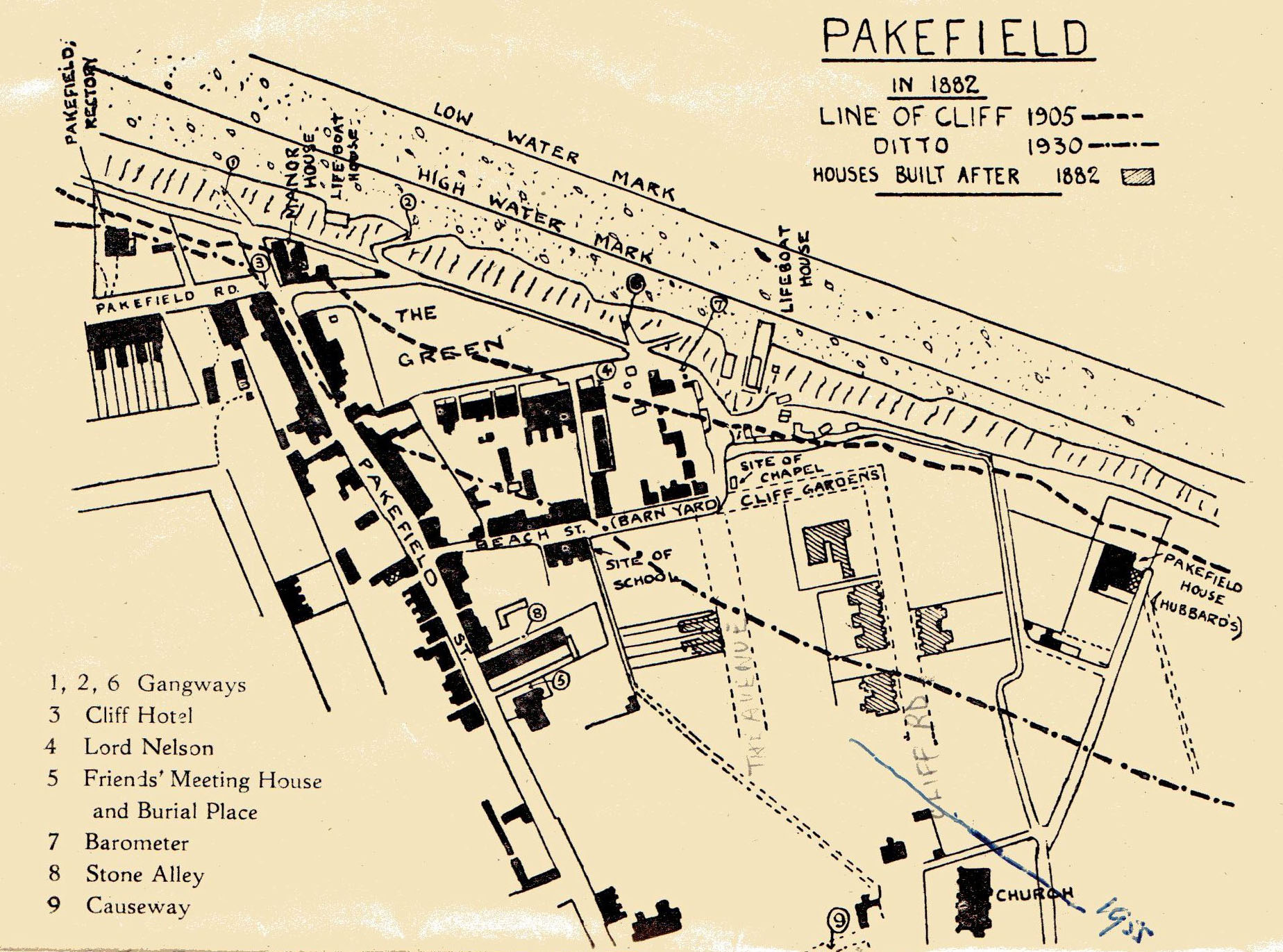
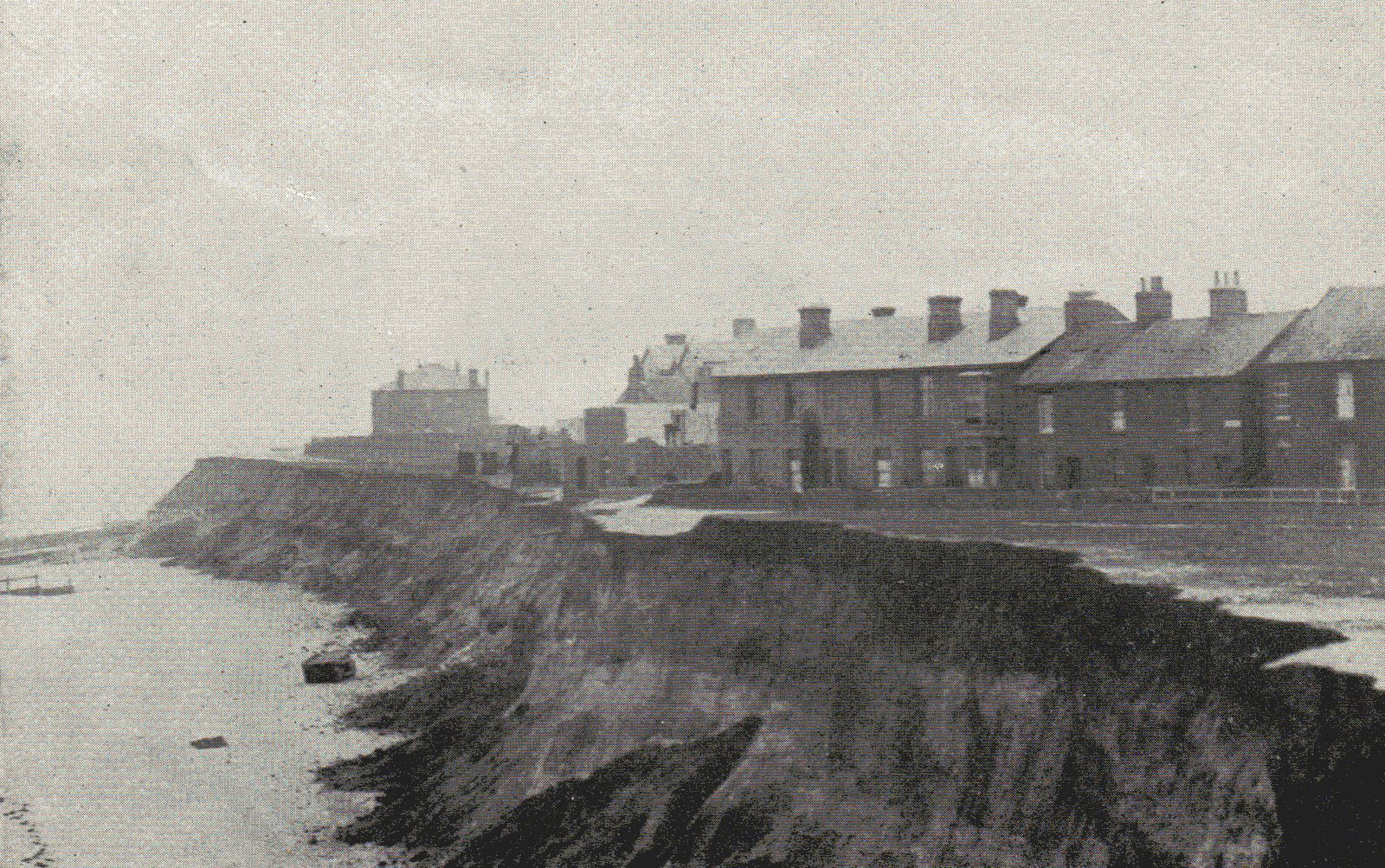
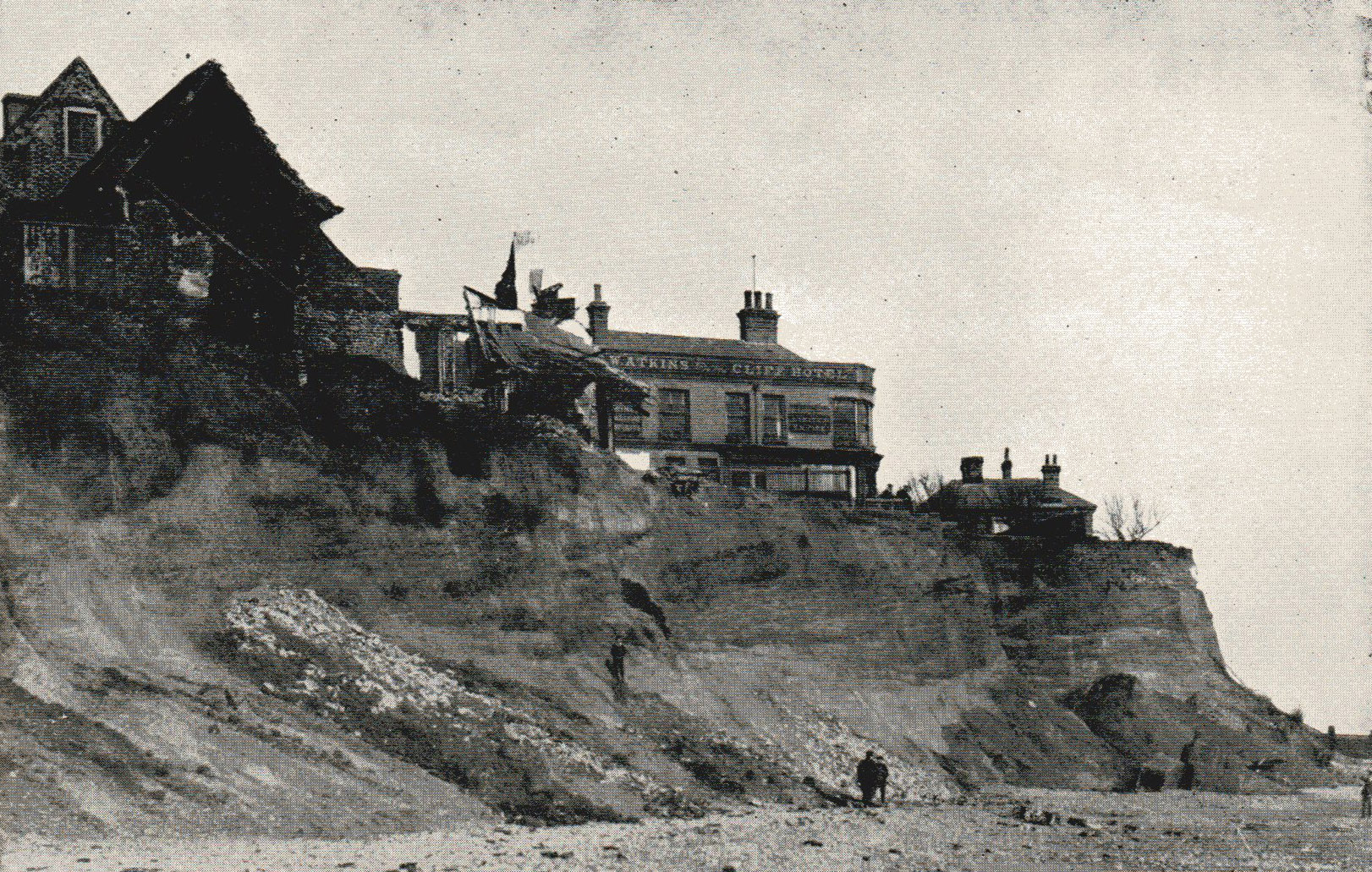
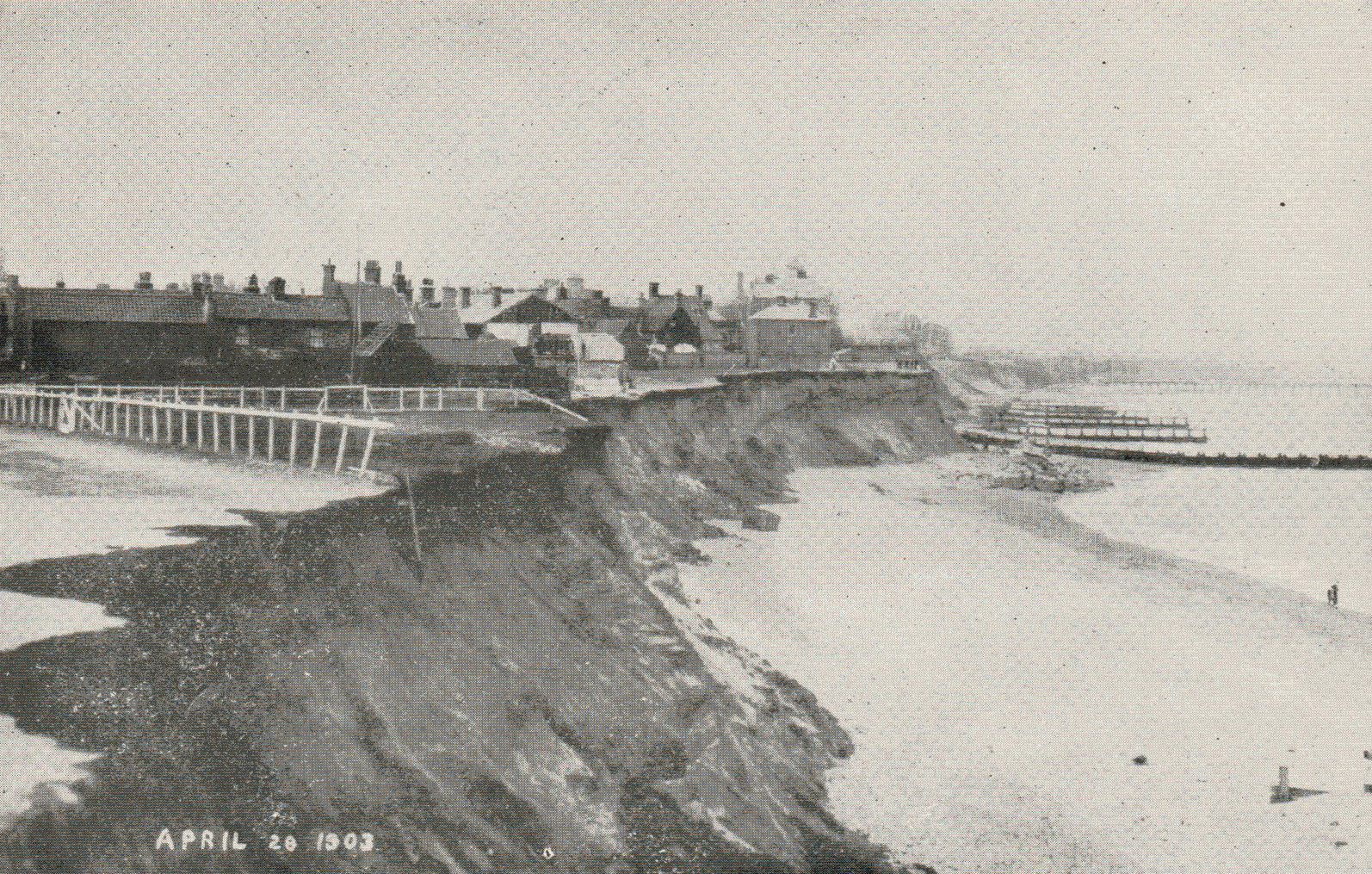

## Politique
Parkfield envoie deux conseillers au conseil du district de East Suffolk ainsi qu'au conseil du comté de Suffolk. Pakefield fait partie d'une circonscription électorale avec la banlieue voisine de Carlton Colville.

## Pakefield aujourd'hui
La côte de Pakefield et ses alentours sont une importante destination touristique comprenant de nombreuses destinations de vacances, dont un camp de la firme Pontins (en). En novembre 2010, Pontins est racheté par le groupe Britannia Hotels.
La ville de Pakefield comporte de nombreux commerces, dont le cinéma-théâtre The Seagull (en). Outre l'église Toussaints et Sainte-Marguerite, Pakefield possède une église catholique dédiée à Saint-Nicolas.
La ville comporte une école primaire et un lycée. En 2009, l'école primaire de Pakefield reçoit une subention de la Royal Society dans le but de développer un projet intitulé What has the sea ever done for us (« Ce que la mer a toujours fait pour nous »). La Pakefield School (en) ouvre en septembre 2011 dans le cadre d'un programme de réorganisation de l'éducation dans l'aire urbaine de Lowestoft. Ce programme a nécessité la fermeture du collège Pakefield et un agrandissement de l'école primaire pour permettre la prise en charge des élèves allant jusqu'à la 6e année. Le lycée a été transféré dans les bâtiments du collège,.
Le Promoting Pakefield Group est formé en 2004 dans le but de promouvoir les intérêts de la région de Pakefield. Ainsi, quelques améliorations ont été apportées à la vie des habitants, telles que l'installation de panneaux d'affichage, la mise en place d'un sapin de Noël sur la place publique ainsi qu'une restauration du mémorial de guerre de la ville. Ce groupe est composé de commerces de proximité et d'autres organisations.

## Personnalités liées à la ville
L'auteur et illustrateur Michael Foreman est né en 1938 à Pakefield,. Durant sa jeunesse, il est scolarisé à l'école primaire de la ville. Il a beaucoup écrit sur sa ville natale dans ses livres.